# 二王 (暹羅)

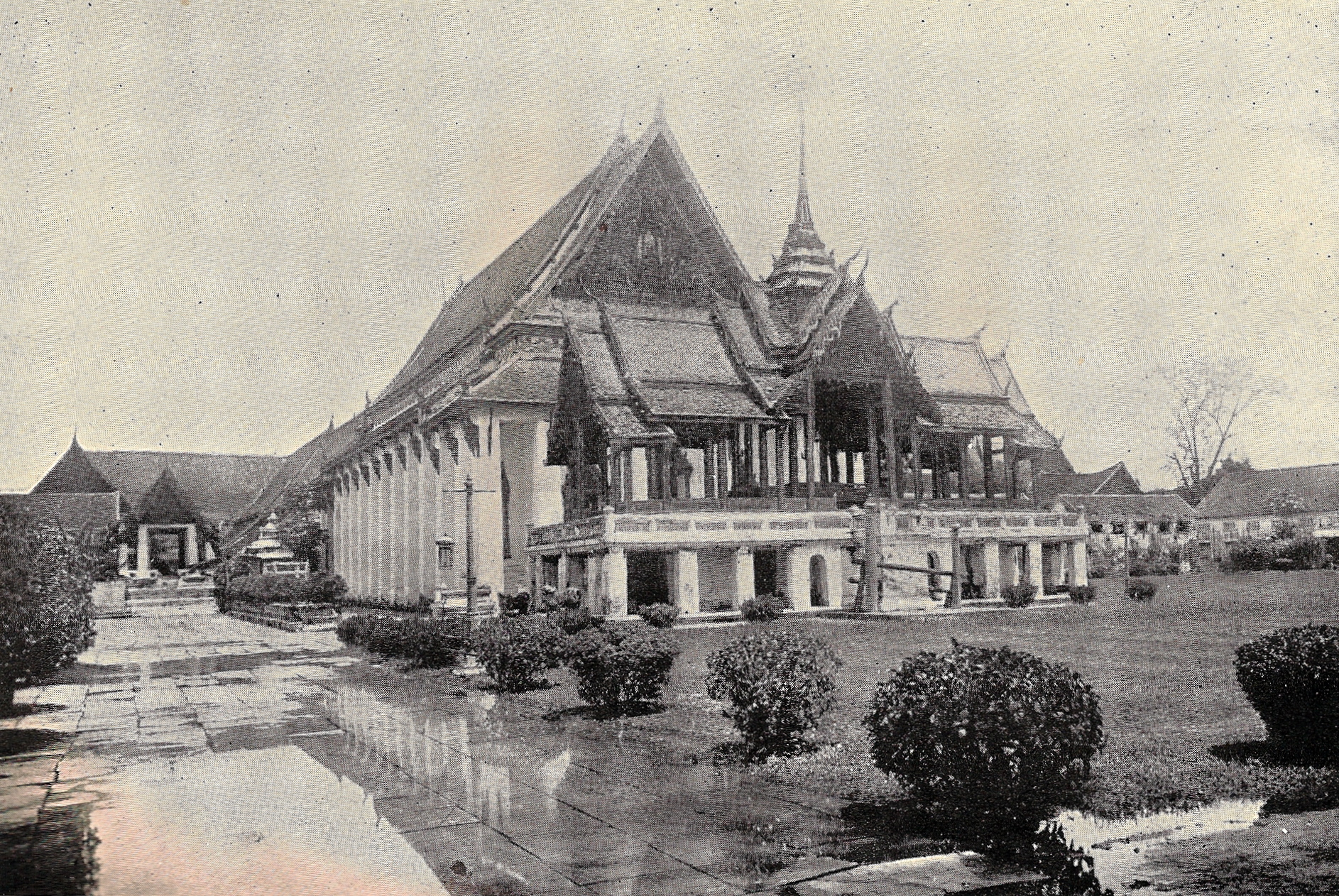
1890年左右的前宫。现为曼谷国立博物馆。

二王是暹罗（今泰国）的副王，为仅次于国王之下的人物。
二王通常由国王的儿子或兄弟担任，二王僅僅只是王位的推定繼承人，而非法定繼承人。這使國王死後王位的繼承存在著不確定性。當二王在國王之前逝世，此頭銜往往空缺數年，直到國王任命新的二王。此頭銜在1885年被朱拉隆功廢除，改設暹羅王儲之職。
二王居住的皇家住所是前宫，或音译王纳宫、旺纳宫。二王的泰语名称字面直译是“前宫之主”的意思，有时候也可以简称“前宫”。在英文里，二王被翻译为“Front Palace”，或意译“Vice King”（副王）、“Second King”（第二国王）、“Viceroy”（总督）。在二王这一职位被废除后，前宫被改为曼谷国立博物馆。

## 歷史
副王是印度文化圈中的一個頭銜。泰國歷史上第一位副王是阿瑜陀耶王国的王子拉梅萱。拉梅萱擁有素可泰王國王位的繼承權。1438年，素可泰王曇摩羅闍四世逝世，拉梅萱被父親波隆摩羅闍二世任命為副王，派往彭世洛，接管了素可泰這個國家。1448年，阿瑜陀耶王波隆摩羅闍二世逝世，拉梅萱加冕為阿瑜陀耶王，成為波隆摩·戴萊洛迦納，統一了這兩個王國。
此後阿瑜陀耶的副王大多數同時兼任素可泰國王的頭銜，只有少數例外。1569年，在第一次阿瑜陀耶陷落之後，瑪哈·探瑪拉差任命其子納黎萱為阿瑜陀耶副王兼素可泰國王。1583年，納黎萱兼併了素可泰王國，彭世洛被降為副王的領地，納黎萱派弟弟埃甲托沙羅擔任副王。
1688年，佩拉差任命鑾·索拉沙為副王，授予其稱號公摩拍拉差旺博翁沙探蒙坤（รมพระราชวังบวรสถานมงคล，意為「偉大吉祥前宮之主」），二王頭銜正式確立。
在拉达那哥欣时代，二王与三王拥有几乎与国王同样大的权力。越南嘉隆帝早年曾流亡暹羅，他的描述也證實了這一點。四世王蒙固在位期間，將二王賓告加冕為共治王，二王甚至擁有效忠於自己的直系軍隊，這支軍隊不必聽命於國王。
二王權力的無限擴大最終引發了暹羅的政治危機。1874年，二王威猜參與國王朱拉隆功發生了嚴重對立，雙方的軍隊在曼谷互相開火。威猜參落敗，逃入英國領事館。最終英國支持朱拉隆功，才使危機得以最終解決。這次被稱為「前宮危機」的歷史事件使朱拉隆功決定廢除二王這個職位。
1885年，二王威猜参逝世。朱拉隆功不再任命二王，随后废除了这个职位，長期空缺的三王這個職位也同時被正式廢除。朱拉隆功引入西方的王储制度，新设立的储君职务，名为“暹罗王储”。

## 前宫之主（二王）列表

### 阿瑜陀耶王国
| 前宫之主         | 任命者             | 与君主的关系 | 在位               | 继位或死亡                       |
| ---------------- | ------------------ | ------------ | ------------------ | -------------------------------- |
| 拉梅萱           | 波隆摩羅闍二世     | 子           | 1438–1448          | 繼位為波隆摩·戴萊洛迦納          |
| 切塔 Chetta      | 波隆摩·戴萊洛迦納  | 子           | 1485–1488          | 繼位為拉瑪鐵菩提二世             |
| 切塔 Chetta      | 波隆瑪拉差提拉三世 | 弟弟         | 1488–1491          | 繼位為拉瑪鐵菩提二世             |
| 猜拉差 Chairacha | 拉瑪鐵菩提二世     | 兄弟         | 1526–1529          | 繼位為波隆瑪拉差四世             |
| 參 Chan          | 沃拉旺沙提拉       | 弟弟         | 1548年 (42天)      | 被暗殺                           |
| 拉梅萱           | 瑪哈·乍甲帕        | 子           | 1548–1563          | 死亡                             |
| 瑪欣 Mahin       | 瑪哈·乍甲帕        | 子           | 1564–1568          | 繼位為瑪欣他拉提拉               |
| 納黎萱           | 瑪哈·探瑪拉差      | 子           | 1571–1590          | 繼位為訕佩二世（納黎萱大帝）     |
| 埃甲托沙羅       | 納黎萱大帝         | 弟弟         | 1590–1605          | 繼位為訕佩三世（埃甲托沙羅）     |
| 素達 Sutat       | 埃甲托沙羅         | 子           | 1605–1610          | 死亡                             |
| ศรีสรรักษ์          | 颂探               | 子           | 1620年 (10天)      | 死亡                             |
| 那萊             | 西·索探玛拉差      | 侄           | 1656年 (2个月17天) | 繼位為拉瑪鐵菩提三世（那萊大帝） |
| 索拉沙           | 佩拉差             | 子           | 1688–1703          | 继位为索里炎他拉提博迪           |
| 佩               | 索里炎他拉提博迪   | 子           | 1703–1708          | 继位为泰沙                       |
| 蓬               | 泰沙               | 兄弟         | 1708–1732          | 继位为博龙玛戈                   |
| 探玛提贝         | 博龙玛戈           | 子           | 1732–1746          | 处决                             |
| 蓬披尼           | 博龙玛戈           | 子           | 1757–1758          | 继位为乌通蓬                     |

### 吞武里王国
| 前宫之主   | 任命者 | 与君主的关系 | 在位      | 继位或死亡 |
| ---------- | ------ | ------------ | --------- | ---------- |
| 因他拉披他 | 达信   | 子           | 1767–1782 | 处决       |

### 拉达那哥欣王国
| 前宫之主        | 任命者                      | 与君主的关系 | 在位      | 继位或死亡             |
| --------------- | --------------------------- | ------------ | --------- | ---------------------- |
| 玛哈·索拉辛哈那 | 帕佛陀约华朱拉洛 (拉玛一世) | 兄弟         | 1782–1803 | 死亡                   |
| 伊沙拉颂吞      | 帕佛陀约华朱拉洛 (拉玛一世) | 子           | 1806–1809 | 继位为帕佛陀洛罗那帕莱 |
| 玛哈·社那努拉   | 帕佛陀洛罗那帕莱 (拉玛二世) | 兄弟         | 1809–1817 | 死亡                   |
| 玛哈·沙迪蓬叻社 | 南告 (拉玛三世)             | 叔父         | 1824–1832 | 死亡                   |
| 宾告            | 蒙固 (拉玛四世)             | 兄弟         | 1851–1865 | 加冕为蒙固的共治者     |
| 威猜参          | 朱拉隆功 (拉玛五世)         | 堂兄弟       | 1868–1885 | 死亡，头衔废除         |